# 余阙
余阙（1303年—1358年），字廷心，一字天心，號青陽先生。河南廬州（今安徽合肥）人，籍貫甘肅武威，唐兀族，元末政治人物、榜眼和進士。
父沙剌臧卜因在廬州（今安徽合肥）當官，於是余阙居住於此。元统元年（1333年）进士。曾擔任泗州同知、翰林学士、监察御史，参与编纂《宋史》。至正十三年（1353年）駐扎在安庆，出任都元帅以及淮南行省右丞。至正十七年（1357年）冬，陈友谅包圍安庆。至正十八年（1358年）正月，城破，余阙仰天长叹，挥剑自刎。元朝赠爵豳国公。著有《青阳集》六卷。

## 延伸阅读
[在维基数据编辑]
 《元史/卷143》，出自宋濂《元史》
 《新元史/卷218》，出自柯劭忞《新元史》